# Космічний центр Наро
34°25′55″ пн. ш. 127°32′06″ сх. д. / 34.43186667° пн. ш. 127.53506944° сх. д.
Космічний центр Наро — космодром у Південній Кореї, розташований у Кохин, провінція Чолла-Намдо, Південно-Західна Корея.

## Проєкти
В серпні 2009 року, заплановано перший запуск ракети-носія KSLV-1, а якщо все пройде вдало, то через 9 місяців відбудеться другий.